# لا فيجليا دي إيوريو
لا فيجليا دي يوريو إبنة إيوريو تُكتب أحيانًا باسم لا فيجليا دي جوريو هي أوبرا مكونة من ثلاثة أعمال لألبرتو فرانشيتي ونص لغابرييل دانونزيو . النص المكتوب هو عرض قريب جدًا لمسرحية دانونزيو التي تحمل الاسم نفسه . تم عرض ابنة يوريو لأول مرة في لا سكالا في 29 مارس 1906 بقيادة ليوبولدو موجنونعلى الرغم من أن المسرحية التي تم عرضها لأول مرة قبل عامين كانت تعتبر واحدة من أعظم أعمال دانونزيوإلا أن الأوبرالم تحقق نجاحًا مماثلًا ونادرًا ما يتم تقديمها منذ يومها. 

## روابط خارجية
- غابرييل دانونزيو، لا فيجليا دي إيوريو ، النص الكامل للمسرحية الأصلية (باللغة الإيطالية)